# エドナ・アダン・イスマイル
エドナ・アダン・イスマイル (Edna Adan Ismail, ソマリ語: Edna Aadan Ismaaciil, Adna Aadan Ismaaciil) (1937年9月8日生まれ) はソマリランドの首都ハルゲイサに産科病院を設立した人物で、後にソマリランド初の女性外務長官（2003-2006年）。女性器切除（FGM）の撲滅活動でも著名。

## 若いころ

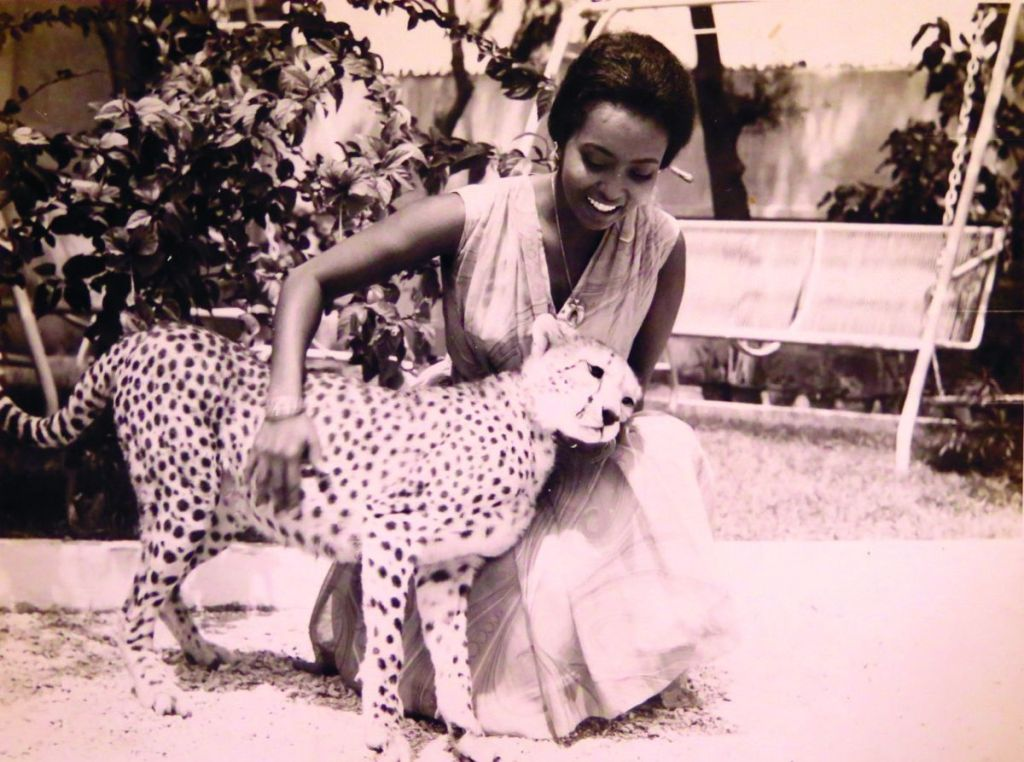
ペットのヒョウ と一緒のエドナ。1968年。

エドナ・アダンは、1937年9月8日、イギリス領ソマリランドのハルゲイサで、著名なソマリ人医師の娘として生まれた。エドナの母親には子供が5人いたが、出産時に2人が死去している。
エドナは8歳の時に、母親と祖母の手配で 女性器切除（FGM）の手術を受けた。この手術は父親の出張中に父親に無断で行われたもので、帰ってきた父は激怒して夫婦喧嘩となり、それがエドナを女性器切除反対に向かわせた理由の一つになった。
当時、ソマリランドでは女子は教育を受けられなかったが、父親は地元の少年たちのために塾教師を雇っており、彼女は彼らと一緒に読み書きを学んだ。後に彼女は叔母が教師をしていた隣国ジブチの学校に通う。エドナはイギリスのバラポリテクニック（後のロンドン・サウス・バンク大学）に留学し、看護師と助産師の教育を受けた。この道を選んだのは、子供の頃の体験が元であった。このためエドナは「イギリスで学んだ初めての女性ソマリ人」「ソマリア初の看護助産師」と呼ばれ、車を運転した初のソマリ人女性にもなった。

## エガルとの結婚
その後エドナは、ソマリアの首相であるイブラヒム・エガルと結婚した。アメリカにも訪問し、当時の大統領リンドン・ジョンソンとも面談している。しかしその後離婚した。

## WHO職員
エドナは離婚後、世界保健機関の職員となった。1980年代の初め、父の夢であった故郷に病院を作るプロジェクトを立ち上げた。しかしちょうどその頃からソマリア北西部（現在のソマリランド）では反乱やその鎮圧などの戦闘行為が増えていき、エドナはソマリア（ソマリランド）を離れることとなった。その後エドナは世界保健機関のジブチでのトップになったが1997年に退職した。

## 病院建設

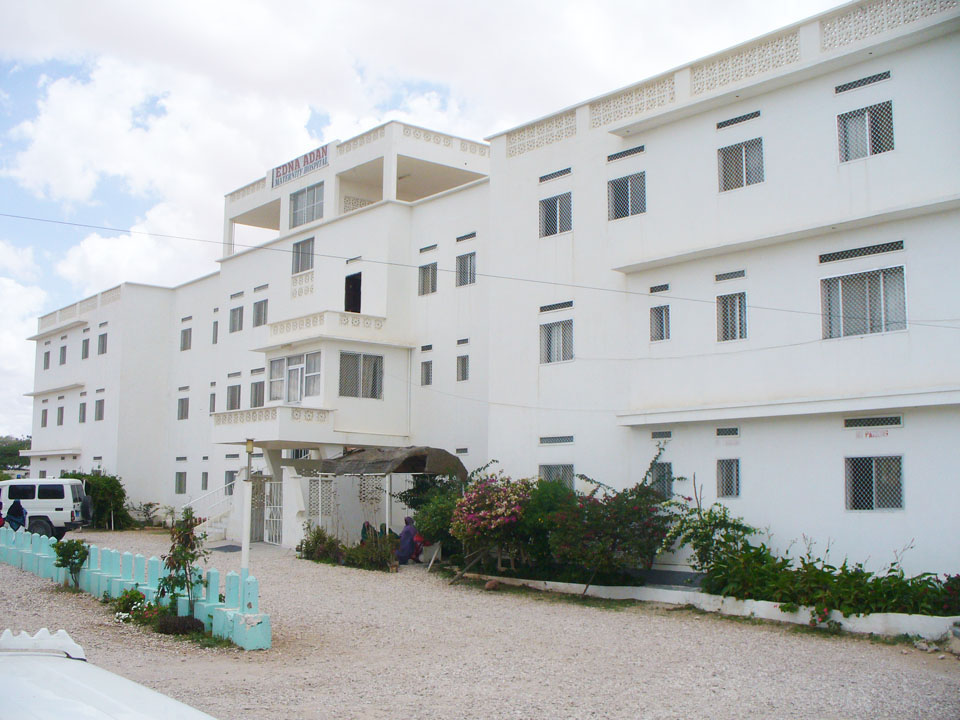
ハルゲイサのエドナ・アダン産科病院

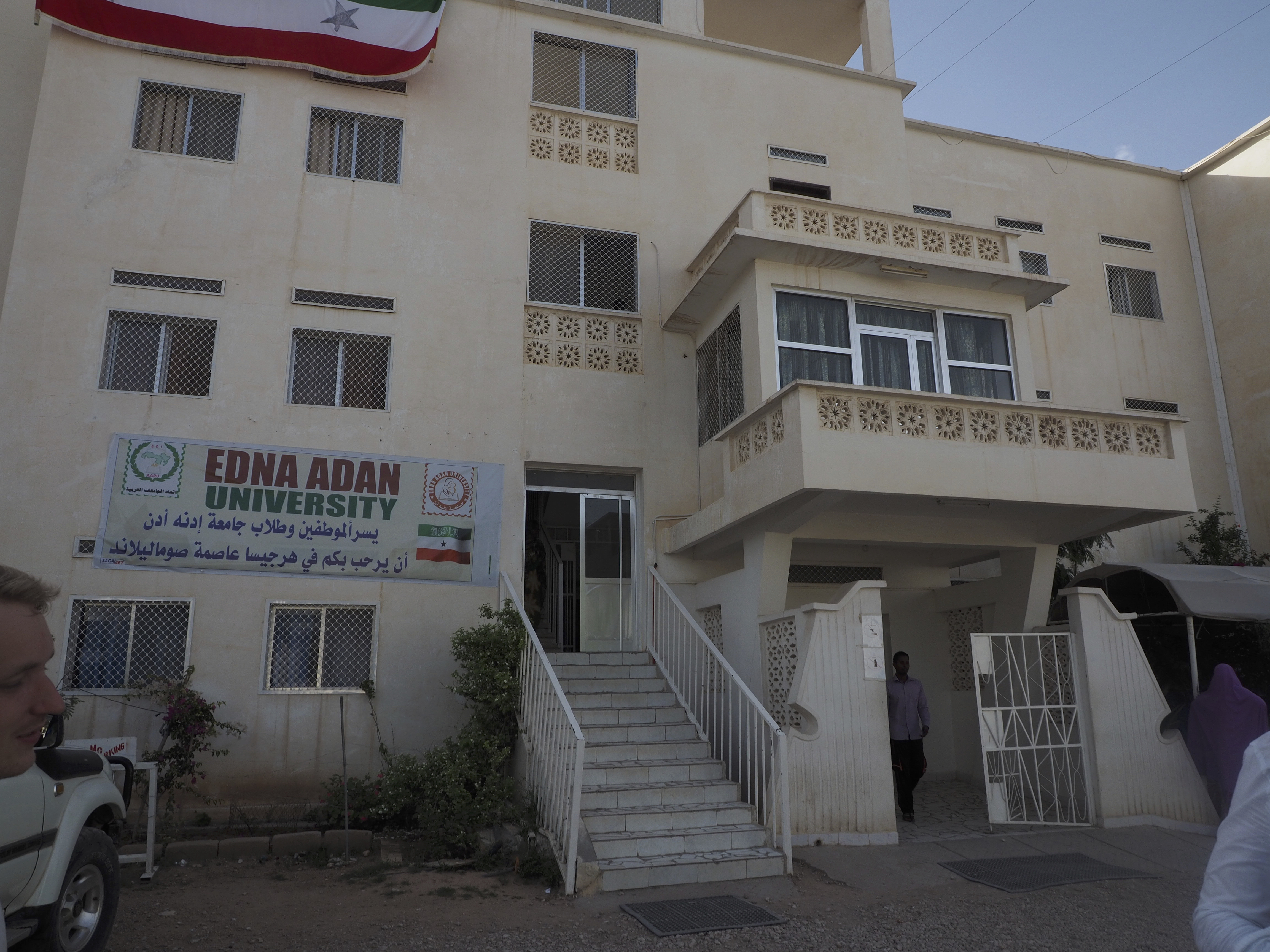
ハルゲイサのエドナ・アダン大学

エドナはソマリランドに戻り、ゼロから産科病院の建設を計画した。建設地は、当時ソマリランドの大統領になっていた元夫のイブラヒム・エガルに交渉し、前独裁政権を象徴する場所だとして利用が難しくゴミ捨て場になっていた場所を政府から提供させた。建設資金は、自己資金の80万ドルでも不足していたため、ニューヨーク・タイムズの記者が募金を募り、アメリカ人女性なども寄付している。
当時この地域では、内戦の影響で病院のスタッフとなる訓練を受けた看護師が不足していた。そこでエドナは2000年から候補者の中から30人を選んで看護師の訓練をはじめた。
病院は2002年3月9日にエドナ・アダン産科病院として正式にオープンした。2018年時点で、病院には200人のスタッフと1500人の学生を擁しており、2つの手術室、実験室、図書館、コンピューターセンター、看護師と助産師を養成するための棟が設けられている。

## 政治活動
エドナは2002年に社会問題・家族福祉長官となった。2003年から2006年にはソマリランドの外務長官を務めた。2022年からは代表なき国家民族機構の代表を務めている。

## チャリティ活動

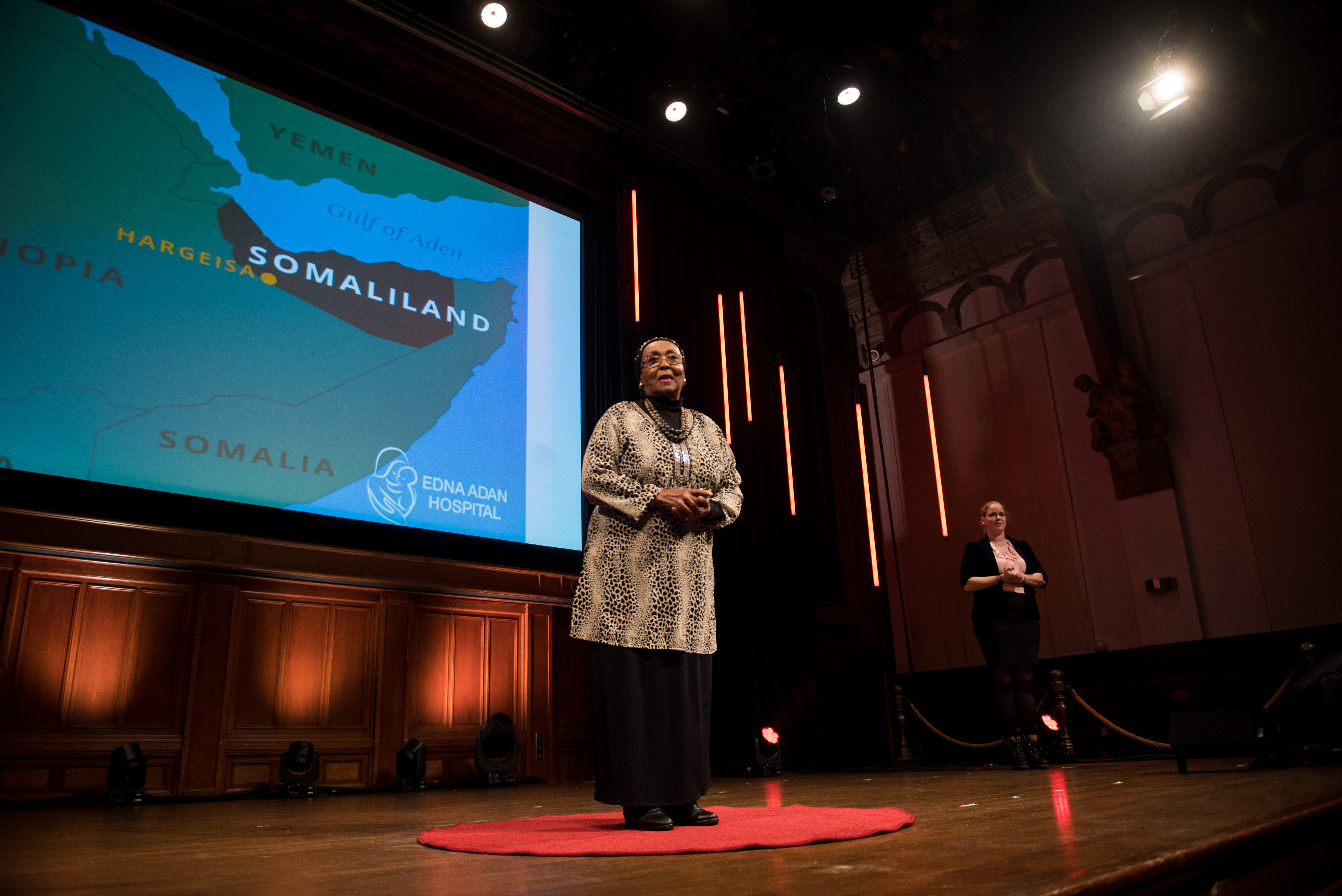
2019年、アムステルでのTEDで講演するエドナ

エドナ・アダンの活動は、イギリスとアメリカの慈善団体の支援を受けており、助産師の増員やソマリランドでのFGM撲滅のための支援や意識向上に役立っている。

## 受賞歴
- AMANITARE 2002 Annual Award (女性の身体的完全性のための研究行動と情報ネットワーク（英語版）による) - 1998年の病院建設を表彰して[12]。
- 2007年3月、トレド大学（英語版）から Medical Mission Hall of Fame。
- マサチューセッツ州のクラーク大学（英語版）から名誉博士号。
- 2008年、イギリスのカーディフ大学から名誉フェロー[13]。
- 2018年、イギリスの英国王立産科婦人科学会（英語版）から名誉フェロー[14]。
- 2018年、ロンドン・サウスバンク大学（英語版）から名誉博士号[5]。
- 2023年、テンプルトン賞受賞

エドナは2012年にフィスチュラ財団のCEOであるケイト・グラントから「イスラムのマザー・テレサ」と呼ばれている。

## 放送番組
2012年10月1日と2日、エドナはアメリカのテレビ局、公共放送サービスによるドキュメンタリー番組、ハーフ・ザ・スカイ - 世界中の女性のために抑圧をチャンスに変えるで取り上げられた。
2017年10月22日、エドナはBBCラジオ4の番組「無人島ディスク」にゲストとして登場した。